# Jody Egginton
Jody Egginton (Coventry, 28 gennaio 1974) è un ingegnere, progettista e dirigente sportivo britannico.
Dal 2018 è il Direttore Tecnico del Team F1 Racing Bulls.

## Biografia
Ha iniziato la sua carriera nel automobilismo sportivo presso il team di Formula 1 Tyrell nel 1996, lavorandoci per circa un anno.
Successivamente ha lavorato per la Xtrac come progettista, per poi trasferirsi in Germania per lavorare presso l'Opel Team Holzer come ingegnere, trascorrendovi cinque anni. In seguito ha lavorato brevemente per l'Aston Martin Racing come ingegnere di gara, per poi fare ritorno in Formula 1 come ingegnere di pista con la Midland F1 poi Spyker F1 e successivamente Force India. Qui è stato l'ingegnere di pista di Christijan Albers, Sakon Yamamoto e Giancarlo Fisichella.

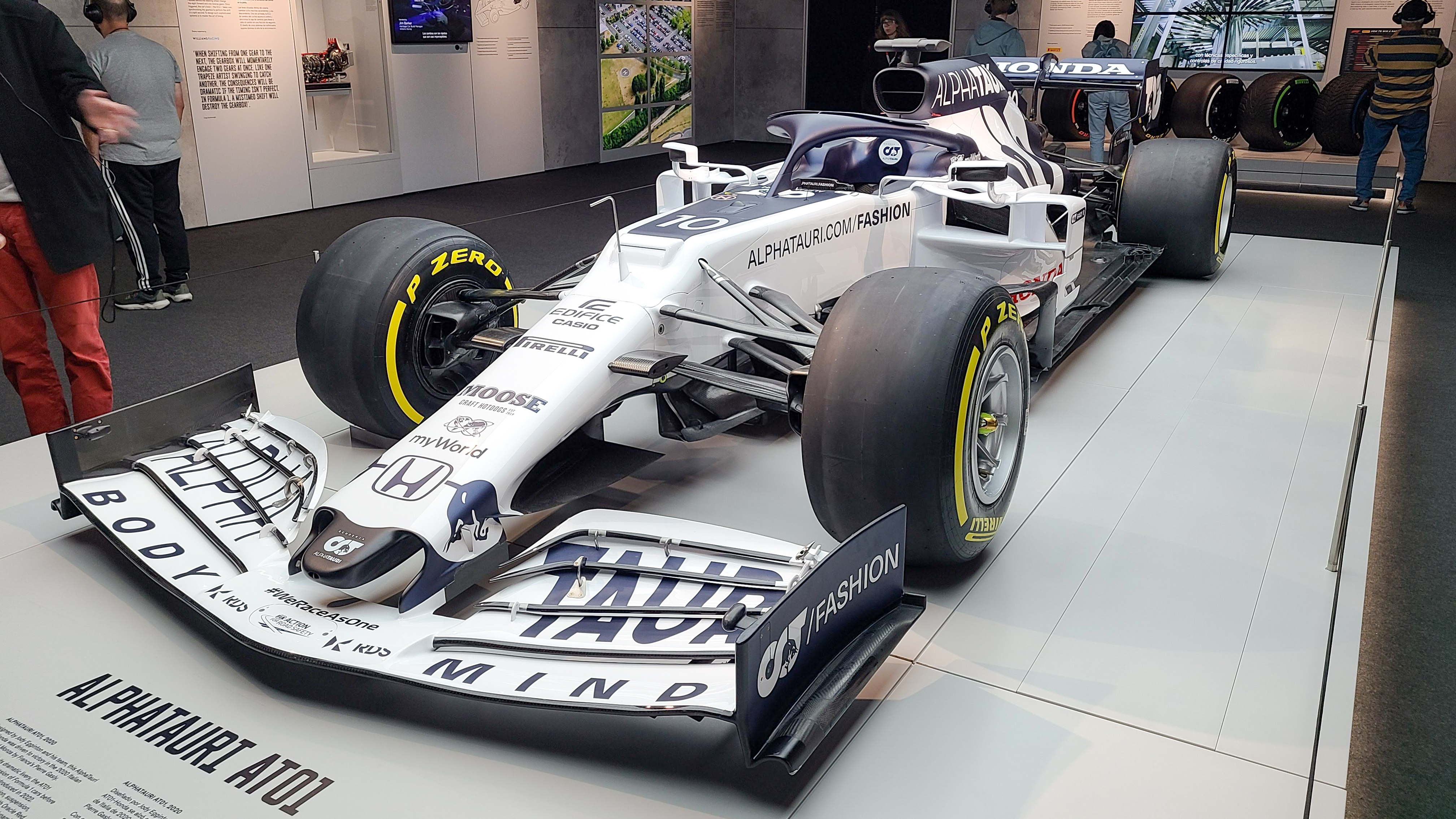
AlphaTauri AT01 progettata da Egginton

Nel 2010 ha lasciato la squadra e si è unito al nascente Team Lotus come capo ingegnere. Due anni dopo è stato promosso a Direttore, posizione che ha ricoperto per altri due anni fino a quando, nel 2014, è entrato nella Scuderia Toro Rosso come Responsabile del veicolo. Tre anni dopo, è stato promosso a Vice Direttore tecnico e successivamente a Direttore Tecnico quando il team è diventato Scuderia AlphaTauri, avendo la responsabilità di tutte le attività tecniche e di progettazione della monoposto.